# Miño (Galicia)
Miño egy község Spanyolországban, A Coruña tartományban. Miño Paderne, A Coruña, Irixoa, Vilarmaior és Pontedeume községekkel határos. Lakosainak száma 6946 fő (2024).

## Népesség
A település népessége az utóbbi években az alábbiak szerint változott:
| Lakosok száma | 4986 | 5089 | 5162 | 5488 | 5760 | 5838 | 5832 | 6200 | 6423 | 6946 |
|               | 2001 | 2004 | 2006 | 2009 | 2011 | 2014 | 2016 | 2019 | 2021 | 2024 |